# Амвросіївська стоянка

Кам'яне знаряддя з Амвросіївської стоянки

Амвро́сіївська стоя́нка і кістковище бізонів — археологічна пам'ятка, пізньопалеолітична стоянка, відкрита В. Євсєєвим в 1935 році біля міста Амвросіївки Донецької області. Розташована у верхів'ї балки Казенної, притоці Кринки.
Основні розкопки проводив 1940 і 1949 Іван Підоплічко і Павло Борисковський. В 1980—1990-ті досліджувалася О. Кротовою.
Загальна відкрита площа — 450 м². Датується середнім періодом пізнього палеоліту — 18—19 тисяч років тому. Кістковище розташоване на схилі балки у давній вимоїні. Товщина культурного шару 0,2—1,0 м, місцями до 1,5 м. Він містив кістки бізонів (500—1000 особин), кістяні вістря до списів та крем'яні мікроліти-вкладки до них, мушлю, червону вохру. Більшість крем'яних виробів мала сліди різання м'яса, обробки кістки та рогу. Кістковище інтерпретується як місце загінного полювання на бізонів та оброблення мисливської здобичі. Поблизу кістковища виявлено кілька місць, де жителі стоянки виготовляли крем'яні і кістяні знаряддя.
Стоянка розташована за 200 м від кістковища на платоподібному мисі. Основний горизонт культурних залишків залягав у сірувато-бурому суглинку на глибині 0,35—0,65 м та містив сліди інтенсивної обробки кременю — знаряддя праці, відходи виробництва, фрагменти кістяних вістрів до списів, прикраси з каменю та викопних закам'янілостей червону та жовту вохру, сліди використання вогню, дрібні фрагменти кісток бізонів. Стоянка інтерпретується як сезонний базовий табір мисливців на бізонів. За характером обробки кременю належить до орін'яко-граветської культурно-технологічної традиції. Певні аналогії їй знаходять у комплексі стоянки Нововолодимирівка II у Нижньому Подніпров'ї.
Амвросіївська стоянка — єдина відома в Європі і Азії палеолітична стоянка, яка підтверджує існування колективного загонного полювання в пізньому палеоліті.